# Saki Kumagai
Saki Kumagai (熊谷紗希 Kumagai Saki, født 17. oktober 1990) er en japansk fodboldspiller, der spiller for AS Roma og er kaptajn for Japans kvindefodboldlandshold. Hun er student fra Tsukuba University. Hun spiller centralt som forsvarer. Hun var en del af Japans verdensmesterhold fra 2011, hvor hun scorede det afgørende straffespark i VM-finalen 2011 mod USA Kumagai scorede også det afgørende straffespark for Lyon i UEFA Women's Champions League Finalen 2016, hvorefter hun blev valgt til kampens bedste spiller.
Hun har tidligere spillet for bl.a. Bayern München i Frauen-Bundesliga og Olympique Lyon.

## Hæder

### Klub
Urawa Red Diamonds :
- Nadeshiko League: 2009 (1)

Lyon :
- Division 1: 2013–14, 2014–15, 2015–16, 2016–17, 2017–18, 2018–19, 2019–20
- Coupe de France: 2013–14, 2014–15, 2015–16, 2016–17, 2018–19, 2019–20
- Champions League: 2015–16, 2016–17, 2017–18, 2018–19, 2019–20

### International
Japan
- Sommer-OL

Sølvmedalje: 2012
- VM i fodbold for kvinder

Mester: 2011
Sølvmedalje: 2015
- Asiatiske Lege (fodbold)

Guldedalje: 2010
- Østasitiske fodboldmesterskab

Mester: 2010
- U-19 Asienmesterskab i fodbold for kvinder

Mester: 2009